# Grup dels set
El Grup dels Set va ser una societat de pintors constituïda a Palma l'any 1948, a iniciativa del pintor nord-americà William E. Cook. Tenia l'objectiu d'impulsar la restauració de la qualitat estètica en contraposició a les propostes comercials que havien proliferat els primers anys de la Postguerra. El grup va fer dues exposicions: la primera, l'agost de 1948 i la segona, el gener de 1949. Participaren en la segona exposició com a convidats Lluís Andreu, Elisabeth Bucher Bodmer, Miquel Àngel Colomar Moyà, Violet Dreschfeld, Antoni Font i Joanne Moallic.
Els integrants del grup varen ser William E. Cook, Lluís Derqui, Joan Antoni Fuster Valiente, Jaume Juan, Antoni Sabater, Pere Sureda i Francisco Vizcaíno. El 1949, Pascual Roch Minué substituí Jaume Juan. Tenien el suport dels escriptors Joan Bonet, Miquel Àngel Colomar Moyà i Robert Graves.